# عقد 1410 هـ
عقد 1410 هـ هو الفترة بين عام 1410 إلى 1419 في التقويم الهجري، أي العشر سنوات الثانية من القرن الخامس عشر الهجري.